# روبرت أجافون
روبرت أجافون (بالفرنسية: Robert Ajavon)‏ (10 أبريل 1910 - 5 أكتوبر 1996) سياسي توغولي ولد في لومي، توغو وهو خدم في مجلس الشيوخ الفرنسي بين عامي 1952-1958.

## روابط خارجية
- صفحة روبرت أجافون على موقع مجلس الشيوخ الفرنسي